# Messel (stacja kolejowa)
Messel (niem: Bahnhof Messel) – stacja kolejowa w Messel, w kraju związkowym Hesja, w Niemczech. Znajduje się na 45,59 km linii Rhein-Main-Bahn.
Według klasyfikacji Deutsche Bahn ma kategorię 6.

## Historia
Podczas budowy Rhein-Main-Bahn w latach 1856-1858 przez Hessische Ludwigsbahn (HLB) z Moguncji przez Darmstadt do Aschaffenburga miejscowość Messel otrzymała w 1857 roku dworzec kolejowy, który dla ruchu towarowego otwarty został 15 listopada 1858, a dla ruchu pasażerskiego w dniu 25 grudnia 1858. Stacja początkowo nie miała budynku dworcowego i znajdowała się w lesie, około dwóch kilometrów na południe od Messel.

## Linie kolejowe
- Rhein-Main-Bahn